# Charlus Bertimon
Charlus Michel Bertimon (ur. 1 stycznia 1957 w Pointe-Noire na Gwadelupie) – francuski lekkoatleta specjalizujący się w rzucie oszczepem, olimpijczyk.

## Życiorys
Zdobył srebrny medal w rzucie oszczepem na igrzyskach śródziemnomorskich w 1983 w Casablance. Odpadł w kwalifikacjach na mistrzostwach Europy w 1986 w Stuttgarcie i na igrzyskach olimpijskich w 1988 w Seulu.
Wywalczył brązowe medale na igrzyskach śródziemnomorskich w 1991 w Atenach i na igrzyskach frankofońskich w 1994 w Bondoufle.
Był mistrzem Francji w rzucie oszczepem w 1986, wicemistrzem w tej konkurencji  w 1979, 1983, 1987, 1988, 1992 i 1995 oraz brązowym medalistą w 1982.
Trzykrotnie poprawiał rekord Francji w rzucie oszczepem starym modelem, doprowadzając go do wyniku 88,52 m, uzyskanego 22 czerwca 1985 w Créteil. Był to ostatni rekord Francji uzyskany tym modelem. Bertimon ustanowił również pierwszy rekord Francji nowym modelem oszczepu – 80,76, m (7 września 1986 w Sarrebourg).
Jego starsza siostra Léone Bertimon była również lekkoatletką specjalizującą się w pchnięciu kulą, mistrzynią igrzysk śródziemnomorskich w 1979 i igrzysk frankofońskich w 1989 oraz wielokrotną mistrzynią Francji.

## Rekordy życiowe
Rekordy życiowe Bertimona:
- rzut oszczepem – 81,26 m (14 sierpnia 1988, Tours)
- rzut oszczepem (stary model) – 88,52 m (22 czerwca 1985, Créteil)